# Merosargus akrei
Merosargus akrei är en tvåvingeart som beskrevs av James och Mcfadden 1971. Merosargus akrei ingår i släktet Merosargus och familjen vapenflugor. Inga underarter finns listade i Catalogue of Life.